# Alfred M. Gruenther
Alfred Maximilian Gruenther, född den 3 mars 1899 i Platte Center, Nebraska, USA, död den 30 maj 1983 i Washington DC, var en fyrstjärnig amerikansk general.

## Biografi
Gruenther fick sin utbildning vid St. Thomas Academy i Saint Paul, Minnesota. Han utexaminerades 1918 vid United States Military Acedemy. Han blev den yngste fyrstjärnige generalen i USA:s historia och var rådgivare och planerare för toppgeneralerna under andra världskriget. 
Gruenther tjänstgjorde som stabschef för tredje armén, femte armén och 15:de armégruppen och hade en ledande roll i planeringen av invasionerna i Nordafrika 1942 och i Italien 1943.
Efter andra världskriget blev han 1945 vice överbefälhavare för USA:s styrkor i Österrike och blev sedan överbefälhavare för NATO-styrkorna i Europa och chef för USA:s europeiska militärkommando 1953 och fram till sin pensionering 1956.
Efter pensioneringen från armén var han president för amerikanska Röda korset 1957 – 64 och medlem av Drapner-kommittén.